# Association sportive de La Poste et France Télécom Bordeaux
L'Association Sportive de La Poste et France Télécom Bordeaux est un ancien club de football féminin français basé à Bordeaux et aujourd'hui disparu.
Les Bordelaises ont évolué cinq saisons en première division dans les années 1980, ainsi que trois saisons en seconde division, dont elles sont demi-finalistes en 1984.
Le club comprenait également une section masculine, toujours en activité, au sein du club omnisports de l'ASPTT Bordeaux, mais qui n'a jamais joué au niveau national.

## Palmarès
Le tableau suivant liste le palmarès du club dans les différentes compétitions officielles au niveau national et régional.
| Compétitions régionales     | Équipes de jeunes           |
| Votre aide est la bienvenue | Votre aide est la bienvenue |

## Bilan saison par saison
Le tableau suivant retrace le parcours du club depuis la création de la première division en 1974, jusqu'à sa disparition.
| Édition   | Division 1   | Division 2             | Divisions Régionales |
| 1974-1980 | -            | Championnat inexistant | …                    |
| 1980-1981 | Premier Tour | Championnat inexistant | -                    |
| 1981-1982 | Premier Tour | Championnat inexistant | -                    |
| 1982-1983 | -            | 2e (Gr. D)             | -                    |
| 1983-1984 | -            | Demi-finaliste         | -                    |
| 1984-1985 | 6e (Gr. A)   | -                      | -                    |
| 1985-1986 | -            | 6e (Gr. D)             | -                    |
| 1986-1987 | 5e (Gr. D)   | Championnat inexistant | -                    |
| 1987-1988 | 10e (Gr. C)  | Championnat inexistant | -                    |
| 1988- ... | -            | …                      | …                    |